# Tropischer Knochenhecht
Der Tropische Knochenhecht (Atractosteus tropicus) ist eine Fischart aus der Familie der Knochenhechte (Lepisosteidae), die in Flüssen Südmexikos und Zentralamerikas vorkommt.

## Merkmale
Tropische Knochenhechte erreichen eine Körperlänge von bis zu 1,25 Metern und ein Gewicht von maximal etwa drei Kilogramm. Wie bei anderen Knochenhechten ist der Körper annähernd zylindrisch, mit zu einer Schnauze verlängerten Kiefern, weit hinten sitzender Rücken- und Afterflosse sowie tief am Körper ansitzenden Brust- und Bauchflossen. Alle Flossen weisen nur Weichstrahlen auf. Der gesamte Körper ist von rautenförmigen, nicht überlappenden Ganoidschuppen bedeckt. Vor der Rückenflosse liegen 43 bis 48 Schuppen, entlang der Seiten 51 bis 56 Reihen. Der Rücken ist einheitlich graubraun gefärbt, die Bauchseite ist weißlich. Die Flossen sind gelblich-braun.

## Vorkommen
Die Art besiedelt stille oder langsam fließende Bereiche in Flüssen und Seen im zentralamerikanischen Flachland. Es sind drei Populationen bekannt. Auf der pazifischen Seite kommt die Art vom südlichen Chiapas in Mexiko bis zum Rio Negro in Nicaragua vor. Von dieser Population stammen wahrscheinlich die weit voneinander getrennten Populationen auf der atlantischen Seite ab, von denen sich eine im Usumacinta und Coatzacoalcos in Süd-Mexiko und Guatemala und die andere im Nicaraguasee und dem Flusssystem des Río San Juan in Nicaragua findet.

## Lebensweise
Tropische Knochenhechte sind Lauerjäger, die sich vorwiegend von Fischen und möglicherweise auch von Krustentieren ernähren. Laich wird zu Beginn der Trockenzeit in flachen Seen abgesetzt sowie in der Regenzeit im Juni und Juli in der überschwemmten Vegetation an Flussrändern. Die Tiere legen ihre Eier dabei in großen Gruppen in einer gallertartigen Masse ab.